# Mont Éléphant
Mont Éléphant är ett berg i Kanada.   Det ligger i provinsen Québec, i den sydöstra delen av landet, 270 km öster om huvudstaden Ottawa. Toppen på Mont Éléphant är 441 meter över havet.
Terrängen runt Mont Éléphant är kuperad åt sydväst, men åt nordost är den platt. Närmaste större samhälle är Lac-Brome, 18,3 km nordväst om Mont Éléphant. 
Runt Mont Éléphant är det glesbefolkat, med 10 invånare per kvadratkilometer.